# Aire protégée du Haut-Karabagh

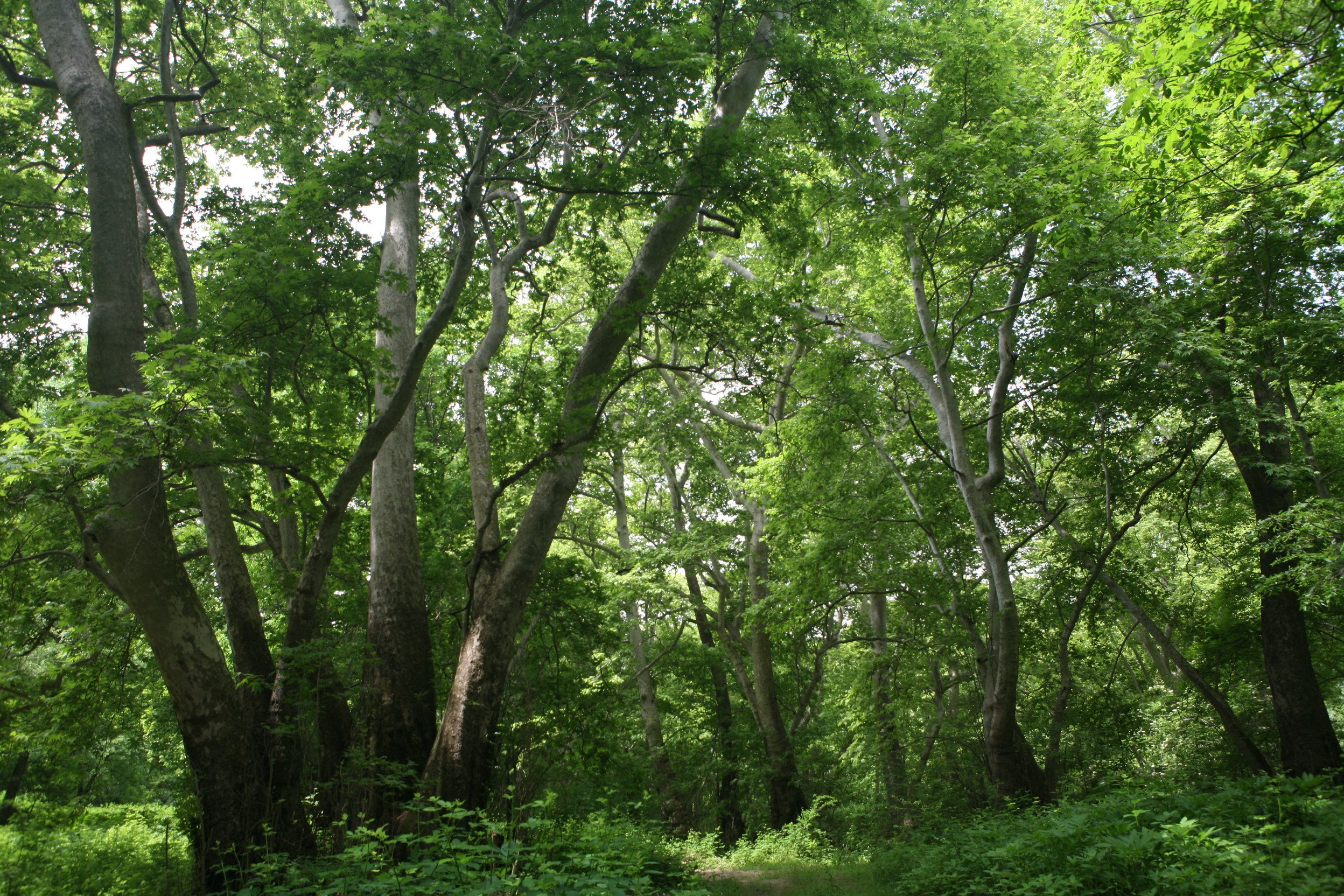
La réserve naturelle de Tsav conserve des bois de platanes près de la rivière Tsav

Les aires protégées de la république du Haut-Karabagh comprenaient en 2011 deux parcs nationaux et quatre aires protégées.

## Parcs nationaux

### Parc national de Tsav
Le parc national de Tsav est situé à l'extrême sud-est de l'Arménie et au sud-ouest de l'Artsakh. C'est une continuation de la réserve naturelle de Chikakhokhcki. Il a été créé en 1974 dans le seul but au départ de protéger un bois unique de platanes orientaux ; il couvre une superficie de 107 ha. En plus du platane, le chêne ibérique et le charme du Caucase sont largement répandus, et sur le plateau vallonné sur la rive gauche de la rivière Bassoutadjir, les forêts sont constituées principalement de genévriers indiens et de noisetiers. La plupart des platanes ont 200 ans d'âge, mais certains arbres atteignent les 1200-1500 ans d'âge. Leur hauteur peut alors atteindre 50 mètres.

### Parc national de Garagelski

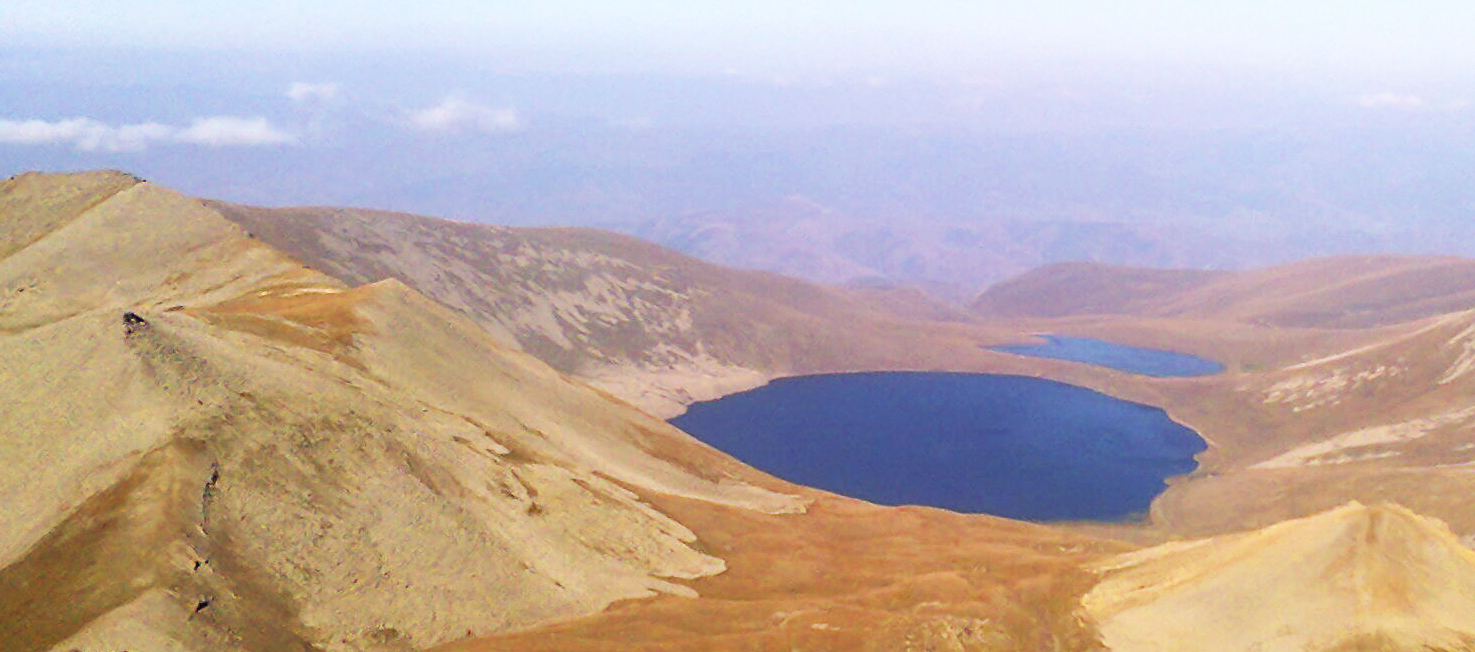
Lac Sev

Le parc national de Garagelski se trouve à l'ouest du Karabagh à 30 km au nord de Sisian (marz de Syunik). Il a été créé en 1987 pour protéger l'écosystème du lac Sev. Ce dernier se trouve dans le cratère du volcan éteint Mets Ishkhanasar. Ce volcan est situé à cheval sur la frontière entre l'Arménie et le Haut-Karabagh (ou Azerbaïdjan sous contrôle militaire du Haut-Karabagh). L'altitude du volcan est de 3 552 mètres. Le lac étant lui-même à une altitude de 2 666 m. La longueur du lac s'élève à 1 600 mètres, sa largeur est de 1 200 mètres et sa profondeur de 7,5 mètres,,.
La flore de la réserve comprend 102 espèces de 68 genres différents et de 27 familles.

## Aires protégées
| Réserve naturelle     | Année de création | Superficie (hа) | Situation | Protection                                                                                     |
| --------------------- | ----------------- | --------------- | --- | ---------------------------------------------------------------------------------------------- |
| Arazboiou             | 1993              | 2200            | Région de Kashatagh ; extrême sud-ouest du Karabagh près de la frontière avec l'Iran                                                                            | Écosystème de forêts le long de la rivière Araxe                                               |
| Zakaznik Sanassarski  | 1969              | 20000           | Kashatagh ; partie sud-ouest du Karabagh, au nord du point de peuplement de Sanassar (arménien : Սանասար) (russe : Санасар) (azéri : Qubadlı) (russe : Кубатлы) | Population d'ours bruns, de chèvres sauvages, de sangliers, de chevreuils et d'autres espèces. |
| Zakaznik Berdzorski   | 1961              | 20000           | Kashatagh ; au nord de la ville de Berdzor à l'ouest du Karabagh                                                                                                | Population de chèvres sauvages, d'ours bruns, de sangliers, de loups et d'autres espèces.      |
| Zakaznik Dachatlinski | 1988              | 450             | Raïon de Chouchi ; au sud, à l'ouest et à l'est de la ville de Chouchi                                                                                          | Complexe naturel                                                                               |